# Христианство в Чаде

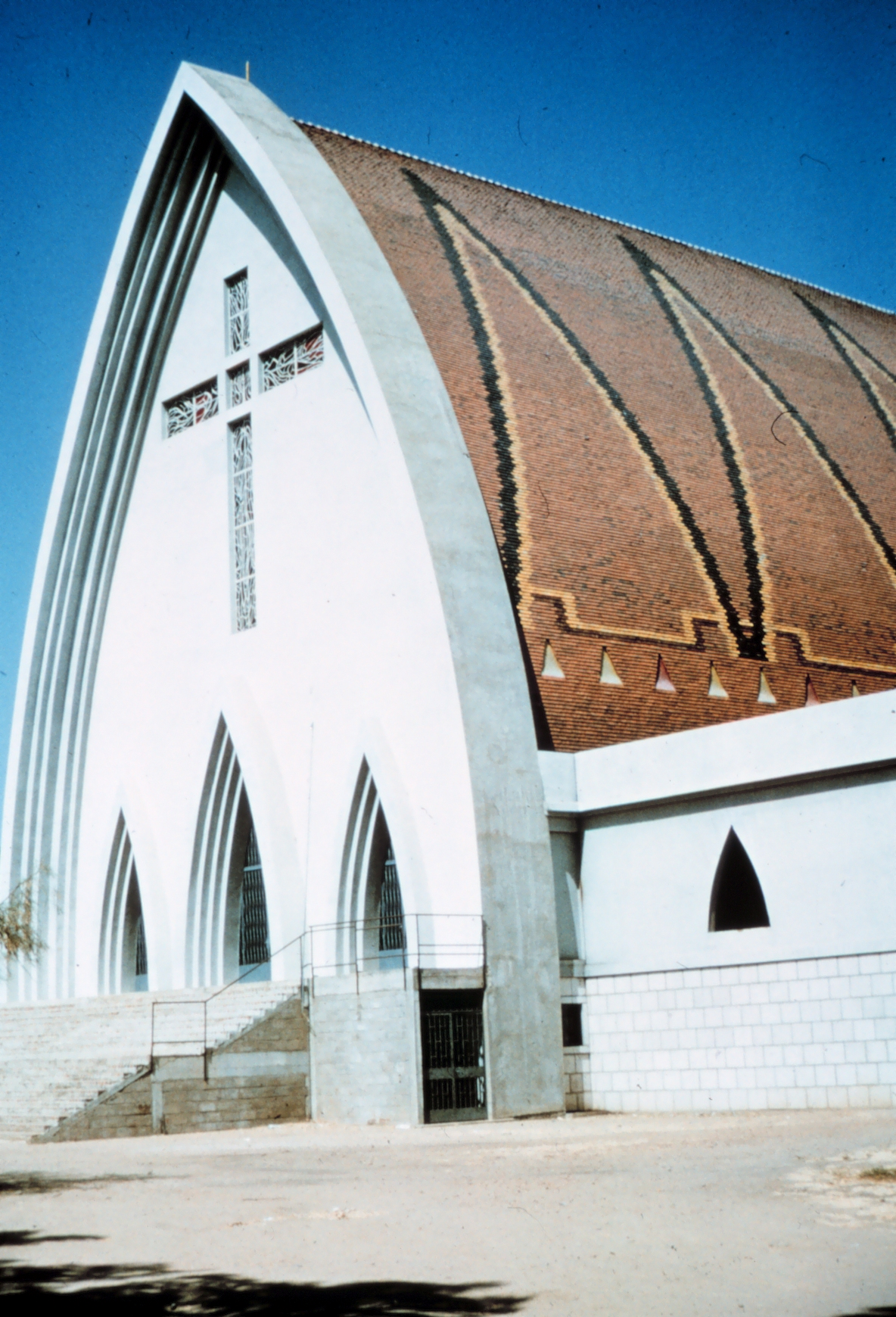
Кафедральный собор Архиепархии Нджамены

Христианство в Чаде — вторая по численности верующих (после ислама) религия в стране. Христианство - самая быстро растущая религия в стране. По данным исследовательского центра Pew Research Center в 2010 году христиане Чада составляли 40 % населения этой страны.

## Исторический обзор
Первыми христианами в Чаде были монахи-капуцины, безуспешно попытавшиеся установить миссию в 1663 году. В течение последующих двух с половиной столетий страна оставалась изолированной от христианской проповеди; постоянную миссионерскую деятельность христиане возобновили лишь в XX веке.
Первыми протестантами в стране были баптисты, прибывшие в Чад в 1925 году. В том же году в Форт-Лами начали служение плимутские братья, прибывшие из соседней Нигерии. Постоянную миссионерскую работу католики возобновили лишь в 1929 году в Мунду.
К 1960 году в стране было 139 тыс. христиан, в 1980 — 639 тыс.

## Католики
В 2010 году численность католиков оценивалась в 2,5 млн человек, что составляло 22,5% населения страны.

## Протестанты
В 1964 году в стране зарегистрирована Ассоциация баптистских церквей Чада. В 2010 году численность протестантов оценивалась почти в 2 млн человек. Самые крупные группы среди них составляют независимые евангельские христиане, плимутские братья и пятидесятники.

## Прочие группы
С 1945 года в Чаде присутствуют и представители маргинального христианства — Свидетели Иеговы.